# Болгарская железнодорожная компания
Болгарская железнодорожная компания (болг. Българска железопътна компания АД) – холдинговая группа «Болгарские государственные железные дороги», болгарская государственная железнодорожная компания, принадлежащее Министерство транспорта. информационные технологии и коммуникаций Болгарии. 
Управление БЖК разделено между пятью болгарскими компаниями и одной румынской компанией, Grup Feroviar Român.  Председатель БЖК – Владимир Дунчев, который раннее был председателем Болгарской государственной железной дороги.
В апреле 2005, министерство транспорта Болгарии выдало лицензию на частные перевозки груза внутри страны.
Первый подвижной состав БЖК состоял из локомотивов class 87, экспортируемых из Великобритании.